# El Pla del Penedès
El Pla del Penedès település Spanyolországban, Barcelona tartományban. Lakosainak száma 1352 fő (2024).

## Földrajza
El Pla del Penedès Torrelavit, Subirats, Santa Fe del Penedès, Font-rubí és Puigdàlber községekkel határos.

## Népesség
A település lakosságának változását az alábbi diagram mutatja:
| Lakosok száma | 177  | 1259 | 1112 | 1024 | 1002 | 891  | 1041 | 1223 | 1256 | 1352 |
|               | 1717 | 1887 | 1936 | 1960 | 1986 | 2004 | 2009 | 2014 | 2019 | 2024 |